# Adam Opel
Adam Opel   (Rüsselsheim, 9 de maig de 1837 - Rüsselsheim, 8 de setembre de 1895) fou un empresari alemany, fundador de la marca de cotxes alemanya Opel.
Va néixer en la ciutat de Rüsselsheim, prop de Frankfurt, a Alemanya. Va viatjar per Europa en la seva joventut i va quedar fascinat per les màquines de cosir. El 1863 va obrir una fàbrica per a la producció massiva d'aquestes màquines. El 1868 es va casar amb Sophie Marie Scheller. Fruit d'aquesta relació van tenir cinc fills: Carl, Wilhelm, Heinrich, Friedrich i Ludwig. Tots ells van prendre part d'en els negocis familiars. El 1885, Opel va expandir la seva producció al camp de les bicicletes preensamblades. Va morir el 1895, sent la seva companyia capdavantera europea en màquines de cosir i amb una producció d'unes 2.000 bicicletes anuals.